# Czerwona Gwardia (Polska)
Czerwona Gwardia – organizacja zbrojna utworzona 10 listopada 1918 roku w Sosnowcu przez Radę Delegatów Robotniczych Zagłębia Dąbrowskiego z inicjatywy Socjaldemokracji Królestwa Polskiego i Litwy oraz Polskiej Partii Socjalistycznej – Lewicy w celu ochrony wieców, lokali związkowych, robotniczych i klasowych. Kierował nią wydział uzbrojenia robotniczego Rady Delegatów Robotniczych Zagłębia. 
W Sosnowcu na wielkim wiecu 10 listopada 1918 roku wezwano do wyborów delegatów do Rady Delegatów Robotniczych; utworzono także uzbrojoną Czerwoną Gwardię. 14 listopada wybuchł w Sosnowcu strajk powszechny jako wyraz protestu przeciw próbom rozbrojenia Czerwonej Gwardii przez oddziały Wojska Polskiego. Rząd gromadził w Zagłębiu siły wojskowe w celu rozbrojenia Czerwonej Gwardii, odebrania robotnikom ukrytej broni i zdławienia akcji robotniczych. 6 grudnia oddział wojskowy podjął próbę odebrania broni oddziałowi Czerwonej Gwardii kopalni „Ksawer”. W odpowiedzi wybuchł w Zagłębiu strajk powszechny. 20 grudnia oddziały wojskowe przystąpiły do rozbrajania posterunków Czerwonej Gwardii, dochodziło do ostrych starć. I chociaż wojsku nie udało się odebrać broni robotnikom, to jednak rozpoczął się upadek Czerwonej Gwardii, która wczesną wiosną 1919 roku przestała istnieć. Oddziały zostały rozbite przez Policję Państwową w połowie 1919 roku. Czerwoną Gwardią nazywały się też oddziały robotnicze działające między innymi w Zamościu, Płocku i Lublinie w końcu 1918 roku.